# Castello della Solitude
Il castello della Solitude (in francese château de la Solitude; in olandese Kasteel "la Solitude") è un castello neoclassico della Regione di Bruxelles-Capitale in Belgio, situato a Auderghem, al margine della foresta di Soignes, nella zona a sudest di Bruxelles.

## Storia
I lavori di costruzione del castello durarono dal 1910 al 1912 su progetto dell'architetto François Malfait per la principessa Marie Ludmille Rose de Croÿ, nata duchessa e principessa d’Arenberg (1870-1953).
Rimasta vedova nel 1906, la duchessa si ritirò a vita privata nel suo castello fino alla sua morte, ricercando solamente l'amicizia di animali.
Dopo la sua morte, la tenuta fu acquistata dallo Stato, che ne fece una scuola per i figli di nomadi.
Successivamente, il castello accolse fino al 1995 il Centro Infosida, quando fu requisito dai "Compagnons du partage", un gruppo di senzatetto, azione che originava da diverse rivendicazioni al diritto di un reddito minimo d'inserimento da parte di centri pubblici di azione sociale.
Infine, fu venduto a una società che dovrebbe costruire un complesso di uffici.

## Descrizione
Il castello è parte di una tenuta di estensione pari a 11 ha 27 a 19 ca.
Il 20 gennaio 2000, il castello fu classificato come monumento storico.